# Liste der Baudenkmale in Daberkow
In der Liste der Baudenkmale in Daberkow sind alle denkmalgeschützten Bauten der Gemeinde Daberkow (Mecklenburg-Vorpommern) und ihrer Ortsteile aufgelistet. Grundlage ist die Veröffentlichung der Denkmalliste des Kreises Demmin mit dem Stand vom 18. Dezember 1996. 

## Baudenkmale nach Ortsteilen

### Daberkow
| ID | Lage                  | Bezeichnung                                    | Beschreibung | Bild                                           |
| -- | --------------------- | ---------------------------------------------- | ------------ | ---------------------------------------------- |
|    | (Karte)               | Kirche mit Friedhof und zwei Friedhofsportalen |              | Kirche mit Friedhof und zwei Friedhofsportalen |
|    | Dorfstraße 51 (Karte) | Gutshaus Nr. 51                                |              |                                                |

### Hedwigshof
| ID | Lage | Bezeichnung                                 | Beschreibung | Bild |
| -- | ---- | ------------------------------------------- | ------------ | ---- |
|    |      | Meilenstein (Meilenobelisk, B96/290/0, 990) |              |      |

### Wietzow
| ID | Lage    | Bezeichnung                                  | Beschreibung | Bild                                         |
| -- | ------- | -------------------------------------------- | ------------ | -------------------------------------------- |
|    | (Karte) | Landschaftspark um 1715 mit Gutshaus Wietzow |              | Landschaftspark um 1715 mit Gutshaus Wietzow |

## Quelle
- Bericht über die Erstellung der Denkmallisten sowie über die Verwaltungspraxis bei der Benachrichtigung der Eigentümer und Gemeinden sowie über die Handhabung von Änderungswünschen (Stand: Juni 1997)